# Szép Béla
Szép Béla (Tuzsér, 1960. február 25. –) magyar ügyvéd, politikus, országgyűlési képviselő.

## Életpályája

### Iskolái
Középiskolai tanulmányait a kisvárdai Bessenyei György Gimnáziumban végezte el. 1985-ben diplomázott az Eötvös Loránd Tudományegyetem Jogtudományi Karán. 1991-ben az Igazságügyi Minisztérium Jogi Szakvizsga Bizottságán jogi szakvizsgát tett. 1993-ban a Külkereskedelmi Főiskola hallgatójaként felsőfokú külkereskedelmi áruforgalmi szakvizsgát tett.

### Pályafutása
A közigazgatásban dolgozott; a Vasutasok Szakszervezetének záhonyi jogsegélyszolgálatának vezetője volt. 1988–1993 között a MÁV záhonyi igazgatóságának igazgatási és jogi osztályvezetője volt. 1993-tól az SZ-S Ügyvédi Iroda vezető ügyvédje. 

### Politikai pályafutása
1989-től az MSZP tagja. 1994–2006 között tuzséri önkormányzati képviselő volt. 2002-től az MSZP kisvárdai elnöke volt. 2002–2006 között a Szabolcs-Szatmár-Bereg Megyei Önkormányzat megyei közgyűlésének tagja; az ügyrendi és jogi bizottság elnöke volt. 2002–2006 között az oktatási és kultúrális bizottság elnöke volt. 2003-tól az MSZP Szabolcs-Szatmár-Bereg megyei elnöke volt. 2006–2010 között országgyűlési képviselő (Kisvárda) volt. 2006–2010 között az Alkotmányügyi, igazságügyi és ügyrendi bizottság tagja volt.